# レジストロ
レジストロ（Registro）は、ブラジル南東部サンパウロ州の都市である。

## 地理

### 気候
レジストロの気候は、乾季のない温暖湿潤気候に分類することができ、四季があり、穏やかな冬と暑く湿潤な夏が特徴である。平均気温は最寒月で12.9℃、最暖月で27.8℃。近年記録された最低気温は2000年7月17日の-2.2℃。このときは多くの観測地点で霜を観測した。年較差は21.2℃である。年間降水量は1,500ミリメートルを超える。最も雨の少ない月の降水量は59.2mmで、一年で雨の降らない月はない。

### 面積
面積722,411平方キロメートル。

### 人口
人口56,280人（2015年）

## 歴史

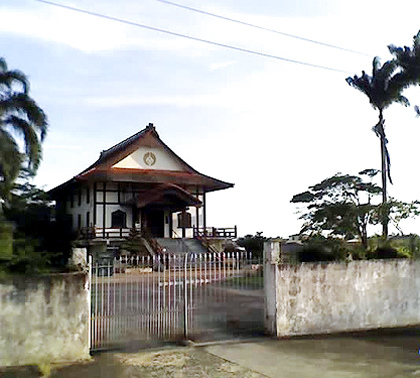
レジストロにある仏教寺院

### 日本人移民
1908 年に始まった日本移民の多くはコーヒー農園の労働者として送り込まれたが、旧イグアッペ植民地（現レジストロを含む）は1913 年に最初から殖民を目的として造成され、入植者は25ヘクタールの自営農として入植し、当地方の中心都市レジストロ市の基盤を築きあげた。日本人が永住を目的として移り住んだ場所として「日本移民ゆかりの地」とサンパウロ州から認定されている。
日系家族数は1,200 家族あまりでその多くは市街地に住んでおり、農業に従事している家族は年々減少傾向にある。

## 姉妹都市･提携都市

### 姉妹都市
- 中津川市（日本国 岐阜県）
  - 1980年(昭和55年) 姉妹都市提携締結。

## 交通

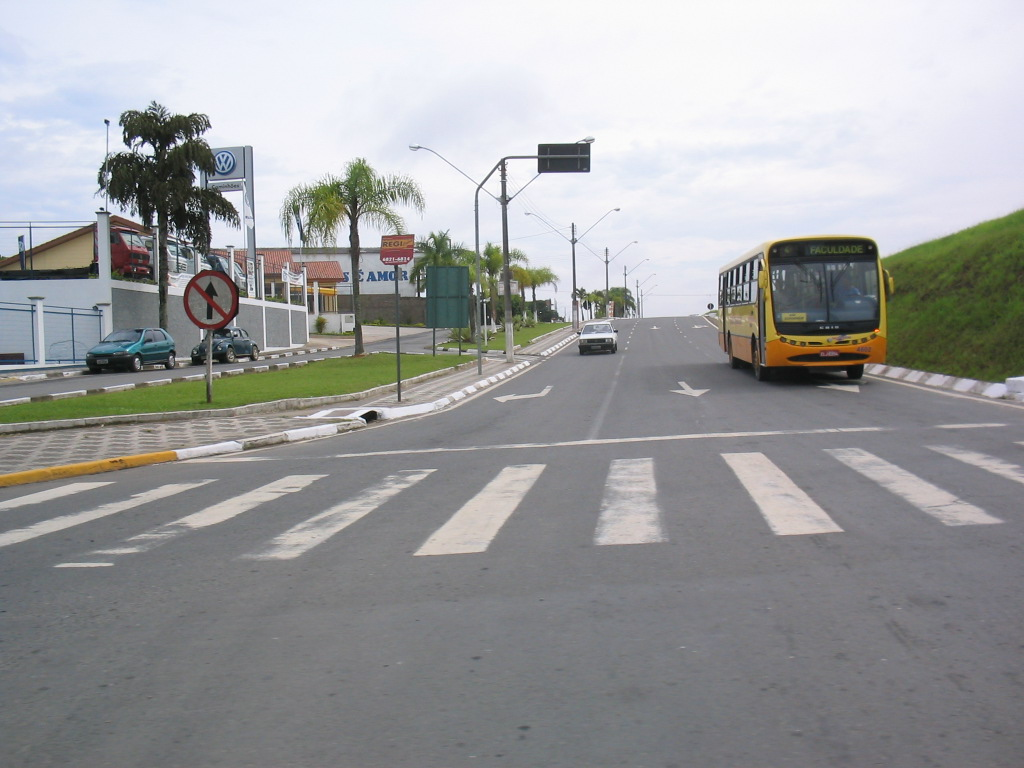
市内を走行するバス

### バス
- レジストリバスターミナル
  - このバスターミナルを中心に輸送サービスを提供している

## 祭事･催事
日本人移民基地としての名残から、日本での祭事が見られる。
主な祭事
- 寿司祭り
- 灯篭流し - 8月6日と8月9日に行われる。